# Iterbach
Der Iterbach ist ein natürliches Fließgewässer, das der Inde von links bei Kornelimünster in der Städteregion Aachen zufließt.

## Beschreibung
Der Iterbach entspringt im Osthertogenwald, südlich von Raeren in Belgien. Am Grenzstein 927, nahe der Ortschaft Sief, überschreitet er die Grenze nach Deutschland. Ihm fließen der Periolbach, Belvener Bach, Vorfluter Brandenburg, Vorfluter Schniders, Reybach und der Orsbach zu. Er ist naturnah ausgeprägt, jedoch belastet durch die anliegende intensive Landwirtschaft und Abwässer aus Belgien. Das gleichnamige Tal wird vor Kornelimünster von dem Itertalviadukt der Vennbahn überspannt. Das steinerne Brückenbauwerk (Viadukt) aus 1885 ist denkmalgeschützt. Nach Stilllegung der Eisenbahn führt nun der Vennbahn-Radweg darüber.
Am Iterbach liegt bei Nütheim die Königsmühle Walheim, eine ehemalige Ölmühle aus dem 16. Jahrhundert. Weiter bachauf die ehemalige Klostermühle Brandenburg sowie eine ehemalige Eisenhütte (Gut Eisenhütte) und die ehemalige Itertalklinik. Aus dieser wurde später das Hospiz am Iterbach mit dem Hauptsitz der Home Care Städteregion Aachen gemeinnützige GmbH, dem Home Care Aachen e. V und der Hospizstiftung Region Aachen. Die umgebende Landschaft trägt auch den Namen Münsterländchen.

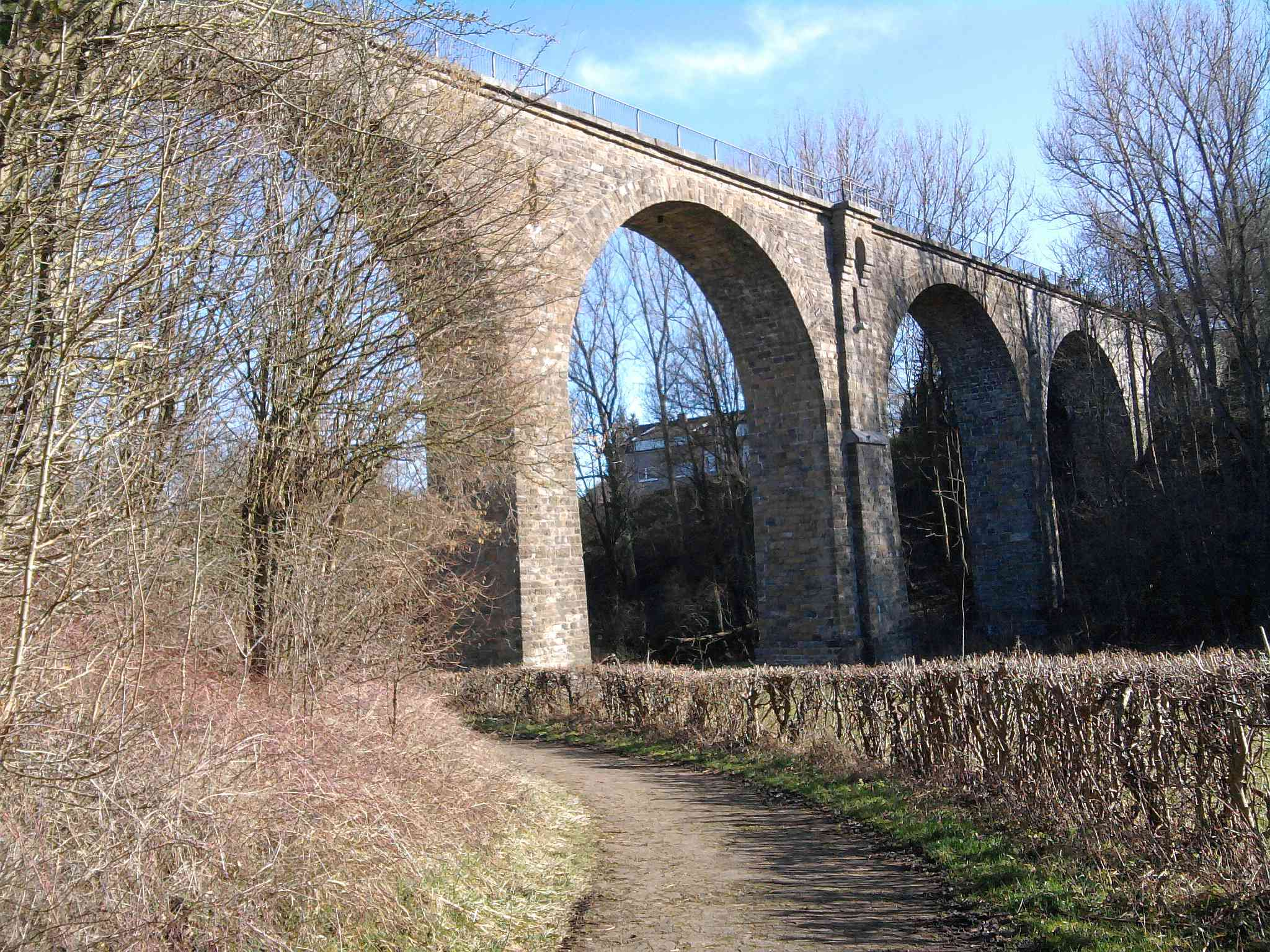
ehemalige Eisenbahnbrücke über den Iterbach
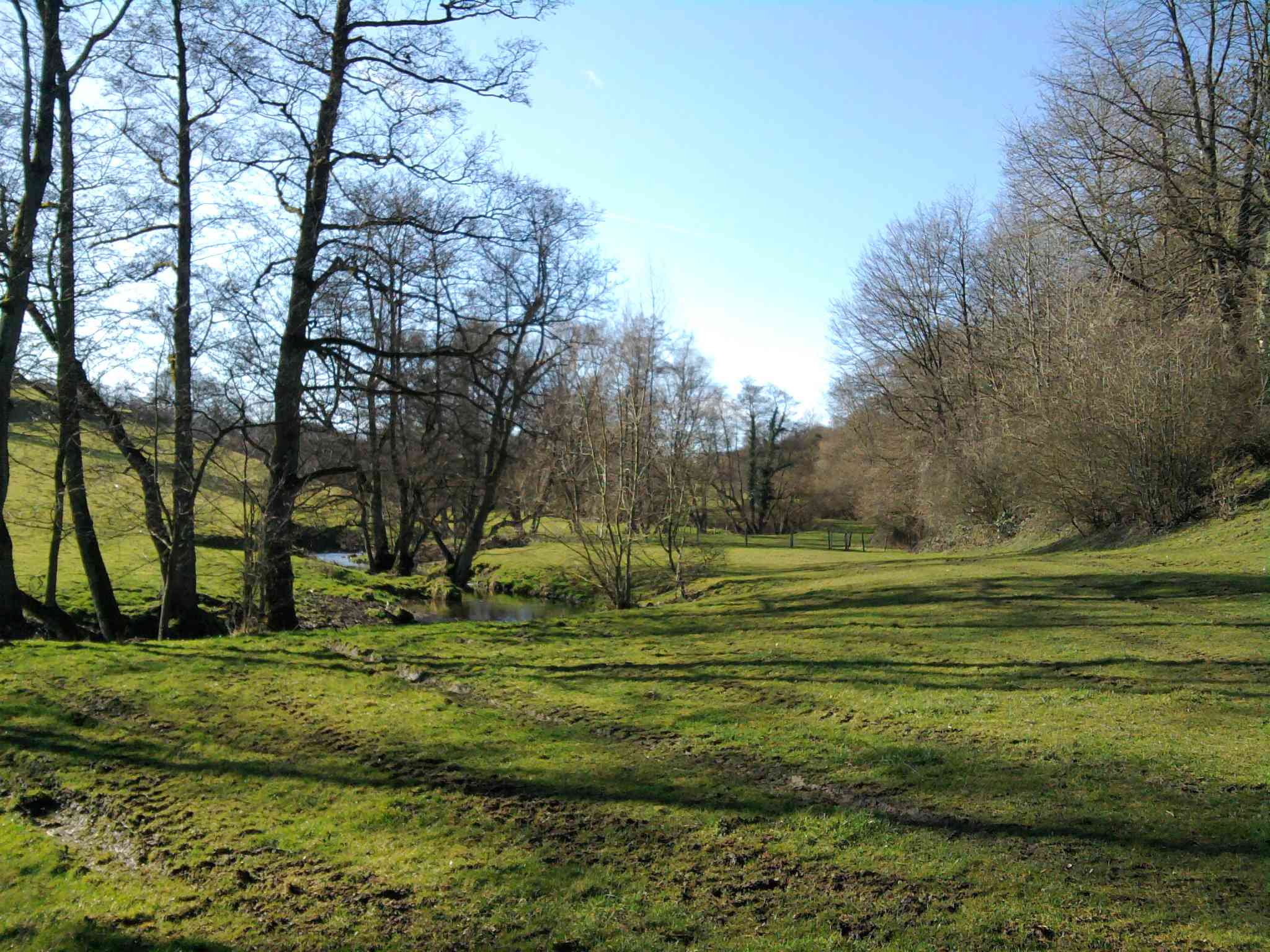
Iterbachtal
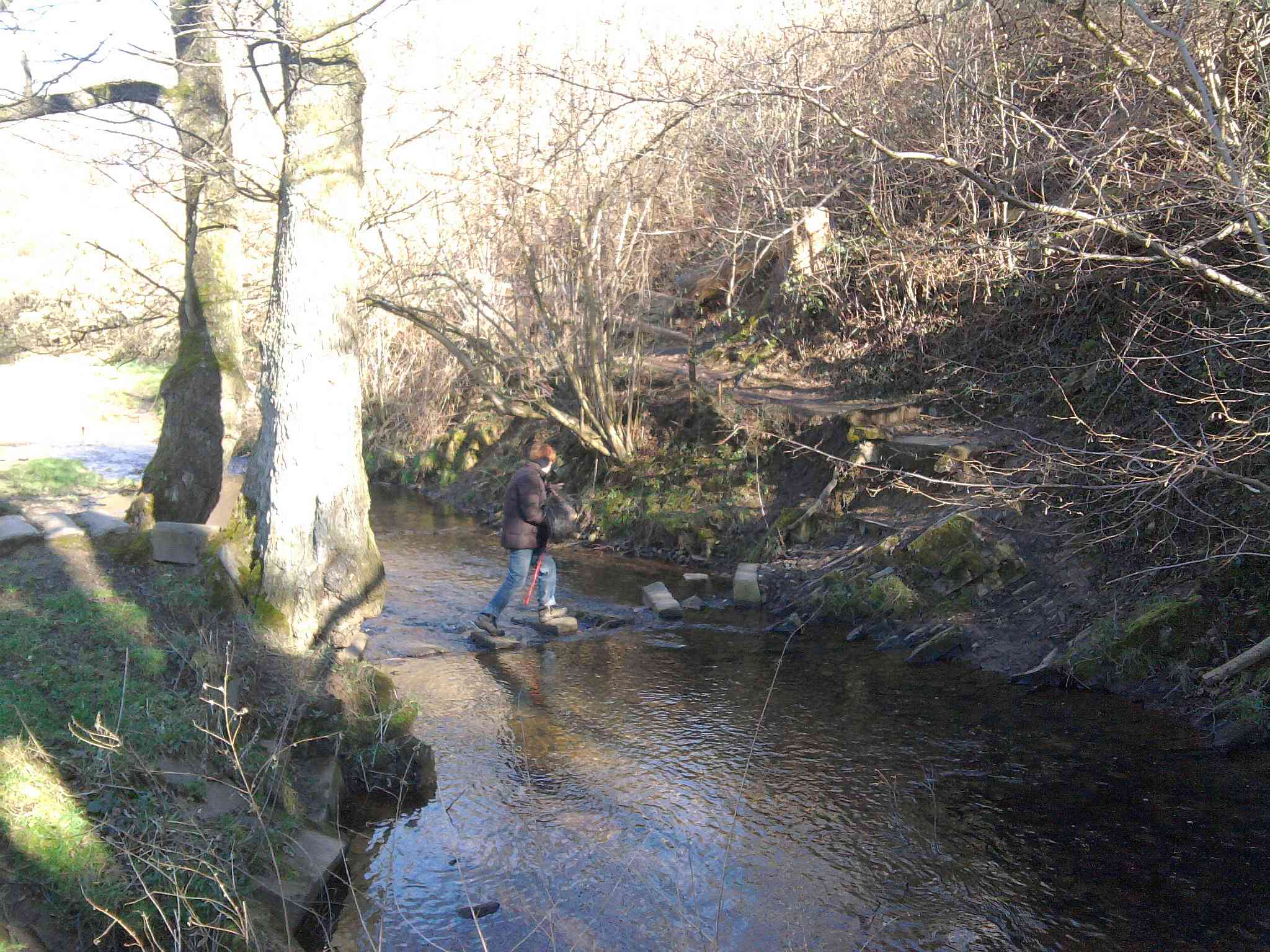
Iterbach
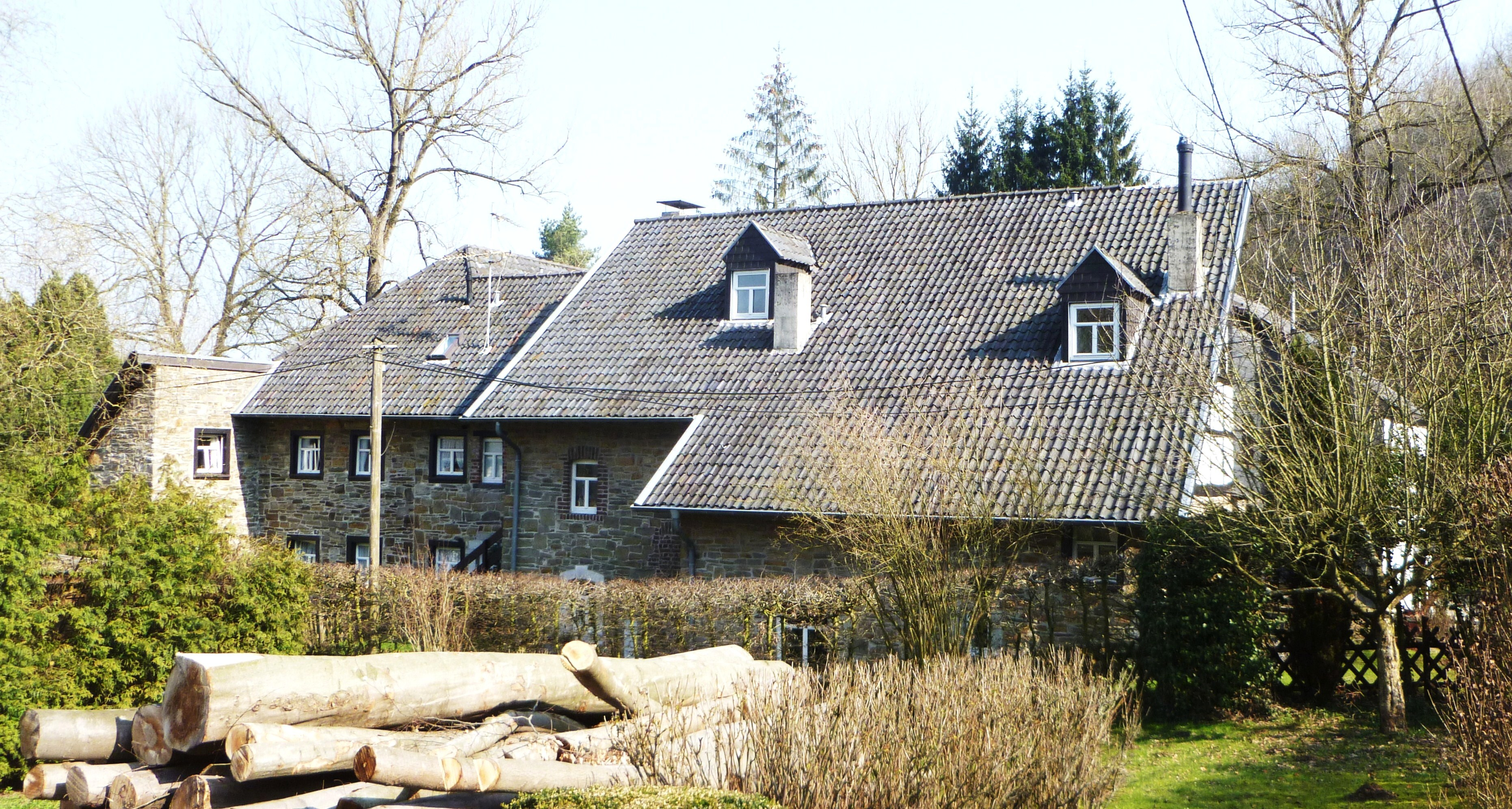
Königsmühle (ehem. Ölmühle) am Iterbach

## Zuflüsse
| Stat. in km | Name                  | GKZ     | Lage   | Länge in km |
| ----------- | --------------------- | ------- | ------ | ----------- |
| 008,5330    | Periolbach            | 2824212 | rechts | 005,0590    |
| 007,3580    | Belvener Bach         | 2824214 | links0 | 005,9160    |
| 004,5480    | Vorfluter Brandenburg | 2824252 | links0 | 001,8710    |
| 003,8940    | Vorfluter Schniders   | 2824256 | links0 | 002,4480    |
| 004,7230    | Orsbach               | 282426  | rechts | 000,5670    |
| 003,6030    | Hasbach               | 282428  | rechts | 000,5030    |